# 다크 눈
《다크 눈》(The Passion Of Darkly Noon)은 미국에서 제작된 필립 리들리 감독의 1995년 드라마, 미스터리, 스릴러 영화이다. 브렌든 프레이저 등이 주연으로 출연하였고 도미닉 안시아노 등이 제작에 참여하였다.

## 출연

### 주연
- 브렌든 프레이저
- 애슐리 쥬드

### 조연
- 비고 모텐슨
- 로렌 딘
- 그레이스 자브리스키
- 케이트 하퍼

## 기타
- 미술: 허버트 푸일